# 長岡市立下川西小学校
長岡市立下川西小学校（ながおかしりつ しもかわにししょうがっこう）は、新潟県長岡市花井町に所在する市立小学校。

## 概要
1958年（昭和33年）に開校。全校生徒数96名（1年16名・2年12名・3年13名・4年16名・5年16名・6年23名、2008年度）。

## 沿革
- 1872年（明治5年）9月 - 組合立芹川校開校。
- 1873年（明治6年）3月 - 川袋校開校。
- 1881年（明治14年）9月 - 雁島校を有志で開校、夜学校と称する。
- 1900年（明治33年）6月 - 芹川小学校・雁島小学校を統合、下川西村立芹川尋常小学校となる。
- 1954年（昭和29年）11月1日 - 長岡市への編入合併に伴い長岡市立川袋小学校・長岡市立芹川小学校と改称。
- 1958年（昭和33年）4月1日 - 芹川小学校・川袋小学校を統合、現校名に改称。
- 1959年（昭和34年）12月 - 体育館竣工。
- 1960年（昭和35年）4月1日 - 成沢地区の児童を黒川小学校より編入。
- 1962年（昭和37年）2月 - 給食室竣工。
- 1965年（昭和40年）7月 - プール竣工。
- 1993年（平成5年）7月 - 新校舎建設工事着工。
- 1994年（平成6年）3月 - 新校舎竣工・移転。
- 1995年（平成7年）3月 - 新体育館竣工。
- 1996年（平成8年）
  - 3月 - 新プール竣工。
  - 4月 - 米作り体験学習開始。
- 2002年（平成14年）
  - 2月 - 新潟県児童生徒絵画・版画コンクール学校賞受賞。
  - 6月 - 下川西児童館を併設。
- 2004年（平成16年）10月23日 - 新潟県中越地震発生、校舎内外に被害を受ける。避難所開設。

## 交通
- 路線バス
  - 越後交通「花井」バス停徒歩1分

## 通学区域
下川西小学校への通学区域は以下。
- 李崎町、川袋町、花井町、雁島町、成沢町、芹川町、三之宮町、上柳町、脇川新田町の一部（信濃川の西側区域）、黒津町の一部、（信濃川の西側区域）、新開町。